# 牧野数江
牧野 数江（まきの かずえ、天保2年（1831年）2月 - 1883年（明治16年）7月9日）は幕末の軍人、明治時代の画家。江戸幕府旗本として戊辰戦争を戦い、降伏後開拓使画工を務めた。

## 経歴

### 幕府時代
天保2年（1831年）2月江戸幕府旗本牧野成名の弟として生まれた。幼名は隼之助、後に主計（かずえ）。石井潭香に書道を学び、高弟となった。
慶応4年（1868年）戊辰戦争が勃発すると、洋式軍隊草風隊参謀として参戦し、4月15日下総国諸川（茨城県古河市）で旧幕府脱走隊大鳥圭介と合流し、奥州を転戦した。8月23日耶麻郡桧原（福島県北塩原村）の山道で大鳥圭介に馬を貸している。
明治元年（1868年）10月五稜郭を占領した際には伝習士官隊軍監を務めた。12月15日入札により陸軍奉行添役となり、明治2年（1869年）2月頃大鳥・ジュール・ブリュネの松前・江差の砲台巡見に同行し、4月17日神山東照宮の祭日に丸毛利恒と参拝して書画を認め、26日八幡山で丸毛・津田主計と酒を飲みながら箱館湾海戦を観戦している。5月18日降伏した後、兵部省の下で青森蓮華寺、弘前真教寺に幽閉され、10月箱館に戻った。
降伏後、名前の字を数江と改めた。明治初年時点の知行地は足立郡小敷谷村（埼玉県上尾市）。

### 開拓使時代
1874年（明治7年）3月大鳥圭介が英米留学から帰国して開拓使に着任すると、5月23日東京出張所物産課に絵図写字係として雇われ、7月から11月まで大鳥に従い北海道の炭鉱等を視察し、帰京後「各所見取図」を製作した。
1875年（明治8年）1月14日同僚窪田将房と共にベンジャミン・スミス・ライマンの製図補助を命じられ、2月札幌で地質調査に従事した。1875年（明治8年）4月刊『日本北海道山越内石油地方略測之地質及び地理的の図』に名が見える。同年ヘンリー・スミス・マンローが地図作成に牧野の使用を希望するも、ライマンに断られている。
1876年（明治9年）頃帰京して、東京出張所内仮博物場画掛となり、6月頃から若林友恭とトーマス・ブラキストン所蔵鳥類標本の模写に従事し、同時にモルレー・S・デイの測量地図にも携わった。1877年（明治10年）開拓使が道産物による缶詰事業を計画し、化粧紙印刷のため開拓使勧業課と大蔵省紙幣局の間を往復した。1879年（明治12年）頃にはジョサイア・コンドル設計の物産売捌所建設に際し、カーテンやテーブルクロス等の内装に関わった。
1880年（明治13年）6月19日仮博物場専務外を命じられ、1881年（明治14年）5月21日東京出張所廃止に伴い札幌に転勤となった。開拓使廃止後も残務取扱所に残留し、1882年（明治15年）3月18日解雇となった。1883年（明治16年）7月9日病没した。

## 作品

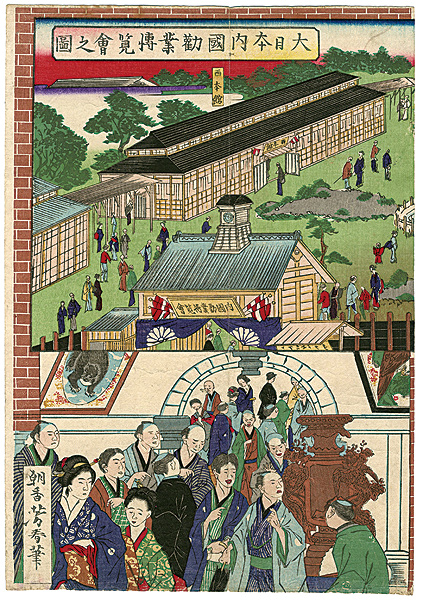
「大日本内国勧業博覧会之図・美術館出品之図」

- 「鹿図」 - リンデン民族学博物館（ドイツ語版）所蔵[22]。
- 『ポロナイ炭山報告書』[23]
  - 「石狩州夕張郡イクシベツ石炭山見取図」 1875年（明治8年）1月
  - 「石狩州夕張郡イクシベツ本流石炭番号表」
  - 「石狩州夕張郡イチキシリ石炭番号表」
  - 「石狩州夕張郡ヌツパラマナイ石炭番号表」
  - 「石狩州ホロナイ石炭番号表」
- 第1回内国勧業博覧会 1877年（明治10年）[24]
  - 「鷲ノ図緑葡萄金蒔絵」 - 北見産雄ヒグマと千島産オオワシを描く[5]。出品の様子が歌川芳春「大日本内国勧業博覧会之図・美術館出品之図」に描かれる[25]。
- 第2回内国勧業博覧会 1881年（明治14年）[24]
  - 「羆図」
  - 「獣類ノ図」
  - 「獺ノ図彩画」
  - 「柳ニ燕ノ図彩画」

## 住所
- 1874年（明治7年） - 東京府松島町32番地関芳兵衛方借家（東京都中央区）[8]
- 1877年（明治10年）時点 – 猿楽町二丁目[24]（千代田区）[15]
- 1881年（明治14年）時点 – 下谷竹町[24]（台東区）[15]

## 牧野家
牧野信成九男牧野直成を祖とする。石高は1500石。本所相生町三丁目に拝領屋敷があり、安政2年（1855年）安政江戸地震では屋敷が全半壊している。
- 父：牧野成之（主計、式部） - 書院番、使番。安政4年（1857年）6月没[27]。
- 兄：牧野成名（式部、左近） - 書院番、使番、九州当御用目付介[27]。知行地は足立郡中分村・川田谷村[9]。